# Ваздушна мисија Југославије
Ваздушна Мисија Југославије  била је акција Ратног ваздухопловства СР Југославије против положаја ОВК током Рата на Косову.

## Мисија
Ратно ваздухопловство СРЈ извело је десетине налета на положаје ОВК широм Косова, углавном у области Приштине, летећи на малој висини. Главни авиони који су учествовали били су Ј-22 Орао, који су бомбардовали положаје ОВК. Један Ј-22 Орао се срушио у брдо након што је оборен од стране припадника ОВК који је користио Стрела-2, 25. марта 1999, што је довело до погибије пилота, потпуковника Животе Ђурића, који се срушио у једну од база ОВК. Циљ мисије био је да се ослаби војна моћ ОВК, што је делимично успело уништавањем више командних база и ликвидацијом великог броја милитаната. Међутим, од 24. марта 1999, са доласком НАТО авијације, већина мисија је морала бити смањена због Операције Савезничка сила.

## Последице
10. јуна 1999. године, српски генерали и други команданти који су учествовали у рату на Косову потписали су Кумановски споразум, којим је војска СР Југославије и специјалне антитерористичке јединице повучена са Косова. Јуришна авијација РВ Југославије такође се вратила на базу у Батајници. Ратно ваздухопловство СРЈ је извело укупно 36 борбених летова изнад Косова и Метохије од укупно 248 реализованих.